# جاده ملی ۲ استونی
جاده ملی ۲ استونی (انگلیسی: Estonian national road 2) جاده‌ای در کشور استونی است جزئی از جاده ئی۲۶۳ اروپا می‌باشد.
این جاده از شهر تالین شروع و در منطقه لوهاما (نزدیکی مرز روسیه) تمام میشود و ۲۸۷ کیلومتر طول آن است.